# Дијадуменијан
Марко Опелије Антонин Дијадуменијан (лат. Marcus Opellius Antoninus Diadumenianus; умро 218. године, био је син римског цара Макрина. Као цезар Дијадуменијан је кратко владао заједно са својим оцем, од маја 217. године, а затим, од 218. године, као очев савладар, са титулом Августа. 
Диадуменијан је био сасвим кратко у прилици да ефективно влада, јер одмах по доласку Макрина на власт, легије у Сирији су се побуниле и прогласиле Елагабала за цара. Када је Макрин доживео пораз код Антиохије 8. јуна 218. године, Дијадуменијан је наводно отишао код парћанског краља да тражи помоћ. Та мисија није успела и он је убијен. Како бележе иначе непоуздане Царске повести, за живота је саветовао цара да буде оштар према потенцијалним противницима. Када је био убијен, његова глава је однета Елегабалу као трофеј.